# 茅津渡
茅津渡，是位于中國河南省三门峡市区北部6公里处的会兴街道的一個黃河渡口，与北岸的山西省平陆县隔河相望。茅津渡与风陵渡、大禹渡并称为黄河三大古渡。